# 陆柬之
陆柬之（585年—638年），唐朝吴郡吴县（今江苏苏州）人，书法家。官至朝散大夫、太子司议郎、崇文侍书学士。
出自吳郡陸氏太尉枝，是初唐著名书法家虞世南的外甥，「草聖」張旭的外祖父，武周朝宰相陸元方的伯父。传世的书法作品有行书《文赋》。
1. ↑  《舊唐書》卷88：陸元方，蘇州吳縣人。世爲著姓。曾祖琛，陳給事中黃門侍郎。伯父柬之，以工書知名，官至太子司議郎。
2. ↑  《新唐書》卷116：陸元方，字希仲，蘇州吳人。陳給事黃門侍郎琛之曾孫。伯父柬之，善書名家，官太子司議郎。
3. ↑  《新唐書宰相世系表》三下：柬之，司議郎、崇文侍書學士。